# 午前0時のシンパシー
「午前0時のシンパシー」（ごぜんれいじのしんぱしー）は、2020年8月25日に発売された、Negiccoの24作目のシングル。発売元はT-Palette Records。

## 解説
「I LOVE YOUR LOVE」以来、およそ11ヶ月ぶりにリリースされたシングル。
マキシシングルとして3曲入りとなっている。
表題曲の「午前0時のシンパシー」は、一十三十一とPARKGOLFによる楽曲。
2曲目の「さかさま」は、沖野俊太郎が作曲を手がけ、Negiccoプロデューサーのconnieが作詞を行った楽曲。
3曲目の「Sneakers!!!」は、CRCK/LCKSが編曲・演奏で参加した。
2020年11月24日には10インチアナログレコードもリリースされた。アナログ版のアートワークには赤瀬由里子が描き下ろしたイラストが使用されている。
ミュージックビデオは神奈川県横浜市で撮影され、艶やかで涼しげな楽曲の世界とリンクした内容となっている。

## 収録曲
1. 午前0時のシンパシー
作詞：一十三十一、作曲：一十三十一、PARKGOLF、編曲：PARKGOLF
2. さかさま
作詞：connie、作曲・編曲：沖野俊太郎
3. Sneakers!!!
作詞：小田朋美、作曲：connie、編曲・演奏：CRCK/LCKS
4. 午前0時のシンパシー (inst)
5. さかさま (inst)
6. Sneakers!!! (inst)